# Raghubir Singh
Raghubir Singh (22 octobre 1942 – 18 avril 1999) est un photographe indien, surtout connu pour ses paysages et le style documentaire de ses photographies des habitants de l'Inde. Photographe autodidacte, il a travaillé en Inde et vécut à Paris, Londres et New York. Durant sa carrière, il a travaillé avec National Geographic, The New York Times, The New Yorker et Time. Au début des années 1970, il est l'un des premiers photographes à réinventer l'utilisation de la couleur à une époque où la photographie couleur est encore un art marginal,.

## Présentation
Singh appartient à la tradition de la photographie de rue de petit-format lancée par des photographes comme Henri Cartier-Bresson qu'il rencontre en 1966 et observe pendant une semaine tandis qu'il travaille à Jaipur et qui, avec Robert Frank, aura un impact durable de son travail; Mais contrairement à eux, il choisit de travailler en couleur car pour lui cela représente la valeur intrinsèque de l'esthétique indienne. Avec le temps, Singh est reconnu avec William Eggleston, Stephen Shore et Joel Sternfeld comme l'un des meilleurs photographes de sa génération et l'un des principaux pionniers de la photographie couleur,,. Il parcourt l'Inde en compagnie du photographe américain Lee Friedlander qui selon lui « était souvent à la recherche de l'abject comme sujet »; Finalement, Singh considère l'approche de Friedlander de la « beauté vue dans l'abjection (en) » fondamentalement occidentale qui ne convient ni à lui ni à l'Inde, aussi créé-t-il son propre style et son empreinte esthétique, qui, selon sa rétrospective de 2004 créent « une vision de style documentaire ni édulcorée, ni abjecte, ni délibérément omnisciente »,. Profondément influencé comme il l'est par le modernisme, il tire généreusement son inspiration des miniatures Rajasthani ainsi que des peintures mongoles et du Bengale, un endroit où il sent que pour la première fois a lieu la fusion des idées modernistes occidentales et de l'art du monde indien vernaculaire, évident chez les praticiens de l'école du Bengale, ainsi que dans l'humanisme du réalisateur Satyajit Ray qui devient plus tard un proche ami. « Beauté, nature, humanisme et spiritualité sont les pierres angulaires de la culture indienne » pour lui et deviennent aussi les valeurs au fondement de son travail.
Singh publie quatorze albums bien reçus sur le Gange, Calcutta, Bénarès, son Rajasthan natal, la Grand Trunk Road et la voiture Hindustan Ambassador. De nos jours, ses travaux font partie des collections permanentes de l'Institut d'art de Chicago, du Metropolitan Museum of Art et du Museum of Modern Art à New York ainsi que du musée métropolitain de photographie de Tokyo entre autres.

## Jeunesse et éducation
Raghubir Singh naît en 1942 à Jaipur au sein d'une famille aristocratique de Rajput. Son grand-père est commandant en chef des forces armées de Jaipur, son père thakur d'un propriétaire féodal de Khetri (en) (à présent dans le district de Jhunjhunu, Rajasthan) mais après l'indépendance sa famille voit un amenuisement de sa fortune. Écolier, il découvre Beautiful Jaipur, petit album peu connu de Cartier-Bresson publié en 1949 qui suscite son intérêt pour la photographie.
Après une scolarité au St. Xavier's School, Jaipur (en), il intègre le Hindu College (Delhi) mais le quitte au cours de la première année mais c'est là qu'il se met sérieusement à la photographie,.

## Carrière

### Photographe
Singh s'installe d'abord à Calcutta pour faire carrière dans l'industrie du thé, tout comme son frère aîné avant lui. Cela s'avère être un échec mais à cette époque il a commencé à prendre des photos. À Calcutta, Raghubir Singh rencontre l'historien R. P. Gupta, qui écrit plus tard pour son premier recueil Ganges (1974). Raghubir Singh est progressivement introduit dans le cercle des artistes de la ville qui influenceront profondément son travail, en particulier le réalisme du réalisateur Satyajit Ray qui conçoit plus tard la couverture de son premier livre et écrit l'introduction de son album sur le Rajasthan. Cela crée également un précédent pour un apport littéraire dans ses futurs albums comme au cours des prochaines années l'écrivain V. S. Naipaul mène un dialogue avec lui pour la préface de son livre sur Bombay (1994) tandis que R. K. Narayan rédige l'introduction de Tamil Nadu (1997),.
Au milieu des années 1960, Life publie huit pages de ses photographies sur l'agitation étudiante. Il déménage ensuite à Hong Kong où il commence à faire des reportages photographiques pour National Geographic, The New York Times,.
Après une décennie de voyages le long du Gange, Singh publie son premier album, Ganges, en 1974 avec une introduction de Eric Newby (en). Bien que ses premiers travaux sont inspirés des photos de style documentaire de Henri Cartier-Bresson sur l'Inde, il choisit la couleur comme support répondant aux couleurs vives de l'Inde et avec le temps adapte les techniques occidentales à l'esthétique indienne. Son point de vue unique de l'intérieur de l'Inde fait que ses images se distinguent de celles des autres grands photographes du monde qui ont travaillé dans ce pays.
Dans les années 1970, Raghubir Singh s'installe à Paris et au cours de trois décennies de formation et d'exposition rigoureuses, il produit une série de portefolios de photographies couleur sur l'Inde. Son style est profondément influencé par la peinture moghole et les miniatures Rajasthani où dans le cadre général, les sections individuelles affichent leur autonomie.
Dans ses premiers travaux Singh se concentre sur l'anatomie géographique et sociale des villes et régions de l'Inde. Son travail sur Bombay au début des années 1990 marque un tournant dans son évolution stylistique; au contact de la métropole son langage visuel acquiert une nouvelle complexité.
Raghubir Singh meurt le 18 avril 1999 d'une crise cardiaque. À sa mort, le critique d'art Max Kozloff (en) écrit « Si vous pouvez imaginer ce qu'un miniaturiste de Rajput aurait appris de Henri Cartier-Bresson, vous aurez un aperçu de l'esthétique de Raghubir Singh ».

### Enseignement
En plus de son travail photographique, Singh a enseigné à New York à la School of Visual Arts, à l'université Columbia et à la Cooper Union.

## Prix et reconnaissance
Le gouvernement indien lui décerne le Padma Shri en 1983. Il reçoit également le prix Maharaja Sawai Ram Singh (à titre posthume) le 27 octobre 2001 ainsi que le First Fellowship in Photography du National Museum of Photography, Bradford (1986-7) et le prix Mother Jones pour l'ensemble de son œuvre (1999).
En 1972, il épouse Anne de Henning, également photographe et le couple a une fille, Devika Singh.

## Expositions et rétrospectives
En 1998, l'Institut d'art de Chicago organise une exposition rétrospective de son travail qui était encore à l'affiche du moment de sa mort. Le livre River of Colour a été publié à l'occasion de cette exposition.
En février 1999, ce qui est considéré comme une rétrospective de son travail à mi-carrière ouvre au National Gallery of Modern Art à New Delhi après avoir été montré au Bon Marché à Paris et à l'Institut d'art de Chicago.
- 1983 	Museum of Photographic Arts, San Diego
- 1983 	Williams College Museum of Art, Williamstown
- 1984 	Duke University, Durham
- 1984 	Fogg Art Museum, Harvard University, Cambridge
- 1984 	Museum of Art, Rhode Island School of Design
- 1985 	Pace McGill Gallery, New York
- 1985 	University of California Museum, Berkeley
- 1987 	National Museum of Photography, Bradford
- 1987 Arnolfini Gallery, Bristol
- 1989 Arthur M. Sackler Gallery, Smithsonian Institution, Washington[12]
- 1991 Center for Creative Photography, Tucson (Arizona)
- 1992 Piramal Gallery, National Center for Performing Arts, Bombay
- 1992 Sewall Art Gallery, Houston, Texas
- 1992 Dallas Museum of Art, Dallas, Texas
- 1994 	Burden Gallery, Aperture Foundation, New York
- 1994 	Piramal Gallery, National Center for Performing Arts, Bombay
- 1995 	Max Mueller Bhawan, New Delhi
- 1998 	Feature Inc., New York
- 1999 Institut d'art de Chicago
- 1999 	National Gallery of Modern Art, New Delhi
- 1999 	National Gallery of Modern Art, Bombay
- 2001	The Museum of Photography, Tel-Hai
- 2002	Foundation Querini Stampalia, Venice
- 2003 Arthur M. Sackler Gallery, Smithsonian Institution, Washington
- 2004	Sepia Gallery, New York
- 2005	Paris Photo
- 2005 	Galerie f5.6, Munich
- 2005 	National Museum of Photography, Bradford
- 2006	Lille 3000 : Maison Folie, Wazemmes
- 2006 	Lille 3000 : Colysée de Lambersart
- 2008 The Gallery at Hermès, New York et Berlin (avec Dayanita Singh)[20].
- 2017 : Raghubir Singh : modernism on the Ganges, Metropolitan Museum of Art, New York[21].

## Expositions en groupe
- 2001 	Century City, Tate Modern, Londres
  - Instant City, Pecci Museum of Contemporary Art, Prato
- 2002	Open City, The Museum of Modern Art, Oxford
  - Open City, The Hirshhorn Museum and Sculpture Garden, Washington
  - Overnight to Many Cities, The Photographers' Gallery, Londres
  - Photography Past/Forward: Aperture at 50, Burden Gallery, New York
- 2004 	Faces in the Crowd, Whitechapel Gallery, Londres
- 2005 	Faces in the Crowd, Castello di Rivoli, Turin
- 2006 	L'Inde dans tous les sens, espace Louis-Vuitton, Paris
  - Bombay: Maximum City, Tripostal, Lille
- 2007	Namesake/Inspiration, Sepia Gallery, New York
  - Public Places, Private Spaces : Contemporary Photography and Video Art,
  - Newark Museum, Newark Museum, Newark
  - Urban Manners : Contemporary Artists from India, Hangar Bicocca, Milan
- 2008 	First Doubt: Optical Confusion in Modern Photography,
  - Yale University Art Gallery, New Haven
  - India Moderna, IVAM, Valencia
  - Of National Interest : Photographs from the Collection,
  - The Institut d'art de Chicago
  - Public Places, Private Spaces: Contemporary Photography and Video Art,
  - Minneapolis Institute of Arts, Minneapolis

## Collections publiques
- Tate Modern, Londres
- Museum of Modern Art, New York (MoMA)[11]
- Metropolitan Museum of Art, New York[11]
- Philadelphia Museum of Art, Philadelphia
- Institut d'art de Chicago[11]
- Hirshhorn Museum and Sculpture Garden, Washington
- Arthur M. Sackler Gallery, Smithsonian Institution, Washington
- Musée d'art moderne de San Francisco
- Musée d'art moderne d'Oxford
- Centro per l'arte contemporanea Luigi Pecci, Prato
- Williams College Museum of Art, Williamstown
- National Media Museum, Bradford
- Musée métropolitain de photographie de Tokyo[11]
- Musée d'art du comté de Los Angeles (LACMA)

## Albums
Singh a publié 14 albums. Dans le dernier d'entre eux, A Way into India (2002), publié à titre posthume, la voiture Ambassador avec laquelle il a circulé dans tous ses voyages à travers l'Inde depuis 1957 devient une camera obscura. Singh utilise ses portes et pare-brise pour encadrer et diviser ses photographies. Dans le texte d'accompagnement, John Baldessari compare Singh à Orson Welles pour sa juxtaposition du près et du loin et à Mondrian pour sa fragmentation de l'espace,.
- A Way Into India (2002), Phaidon Press, Londres
- River of Colour: The India of Raghubir Singh (1998, 2000, 2006), Phaidon Press, Londres (2000 French and German editions).  (ISBN 0-7148-3996-5).
- Tamil Nadu (1997), (préface de R.K. Narayan), DAP, New York.  (ISBN 1-881616-66-5)
- The Grand Trunk Road (1995), Aperture, New York, et Perennial Press, Bombay
- Bombay: Gateway to India (1994), (conversation with V.S. Naipaul), Aperture, New York, et Perennial Press, Bombay.  (ISBN 0-89381-583-7).
- The Ganges (1992), Thames and Hudson, Londres et New York, et Aperture, New York (Japanese, German and Italian editions)
- Calcutta: the home and the street (1988), Thames and Hudson, Londres et New York, et Editions du Chêne, Paris.  (ISBN 0-500-24133-3).
- Banaras: The Sacred City of India  (1987), Thames and Hudson, London et New York, et Editions du Chêne, Paris
- Kerala: The Spice Coast of India (1986), Thames and Hudson, Londres et New York, et Editions du Chêne, Paris.  (ISBN 0-500-24125-2).
- Kashmir: Garden of the Himalayas (1983), Thames and Hudson, London et New York, et Perennial Press, Bombay
- Kumbh Mela (1981), Arthaud, Paris, et Perennial Press, Bombay
- Rajasthan (1981), (préface de Satyajit Ray) Thames and Hudson, Londres et New York, Editions du Chêne, Paris, et Perennial Press, Bombay.  (ISBN 0-500-54070-5).
- Calcutta (1975), (préface de Joseph Lelyveld), Perennial Press, Bombay
- Ganga: Sacred River of India (1974), Perennial Press, Bombay